# Франсиско-де-Миранда (муниципалитет штата Ансоатеги)
Франсиско-де-Миранда (исп. Francisco de Miranda) — муниципалитет в составе венесуэльского штата Ансоатеги. Административный центр — город Парьягуан. Муниципалитет назван в честь создателя независимой Венесуэлы Франсиско Миранды.

## Административное деление
Муниципалитет делится на 4 прихода:
- Атапирире
- Бока-дель-Пао
- Эль-Пао
- Парьягуан